# Дубов Всеволод Борисович
Все́волод Бори́сович Ду́бов (рос. Всеволод Борисович Дубов; 22 травня 1922, Санкт-Петербург — 26 листопада 1975, Київ) — радянський військовий діяч, генерал-лейтенант.

## Біографія
Народився 22 травня 1902 року в Санкт-Петербурзі. До військової служби працював бібліотекарем, конторником, креслярем. У жовтні 1919 року пішов на службу в Робітничо-селянську Червону армію. Брав участь в боях Громадянської війни, в тому числі в боях з військами генерала Миколи Юденича і придушенні Кронштадтського повстання.
Після закінчення Громадянської війни продовжив службу в Червоній армії. У 1921 році закінчив Петроградські кавалерійські курси командного складу, в 1923 році — повторні курси командного складу Окремої Кавказької армії. Служив в кавалерійських частинах на Кавказі, брав участь в придушенні антирадянських виступів. З 1932 року служив на Далекому Сході. У березні 1938 року був заарештований органами НКВС СРСР за сфабрикованим звинуваченням, але в липні 1939 року його було звільнено і він продовжив службу в кавалерійських частинах.
З липня 1941 року — на фронтах німецько-радянської війни, командував 390-м стрілецьким полком. У серпні 1941 року в боях на Західному фронті отримав важке поранення і довгий час лікувався в госпіталях. З серпня 1942 року командував 23-й кавалерійською дивізією 15-го кавалерійського корпусу, а з червня 1943 року служив заступником начальника штабу і начальником оперативного управління штабу Закавказького фронту.
Після закінчення війни продовжив службу в Радянській армії. 3 серпня 1953 року йому було присвоєно військове звання генерал-лейтенанта. З березня 1957 року служив заступником командувача військами Сибірського військового округу з бойової підготовки та одночасно начальника окружного Управління бойової підготовки.

Могила Всеволода Дубова

Був начальник штабу Північного військового округу. Обирався депутатом Верховної Ради Карело-Фінської РСР і Верховної Ради Карельської АРСР.
У серпні 1960 року звільнений в запас. Проживав у Києві. Помер 26 листопада 1975 року, похований на Лук'янівському військовому кладовищі.

## Нагороди
Нагороджений орденом Леніна, трьома орденами Червоного Прапора, орденом «Знак Пошани» та низкою медалей.